# Преображенка (Цілиноградський район)
Преображе́нка (каз. Преображенка) — село у складі Цілиноградського району Акмолинської області Казахстану. Входить до складу сільського округу Рахимжана Кошкарбаєва.
Населення — 106 осіб (2021; 145 у 2009, 171 у 1999, 278 у 1989).
Національний склад станом на 1989 рік:
- казахи — 39 %;
- росіяни — 28 %.